# Andrej Tjumencev
Andrej Aleksejevič Tjumencev (rusko Андрей Алексеевич Тюменцев), sovjetski (ruski) rokometaš, * 6. maj 1963, Vladivostok.
Leta 1988 je na poletnih olimpijskih igrah v Seulu v sestavi sovjetske rokometne reprezentance osvojil zlato olimpijsko medaljo.